# Molophilus erricha
Molophilus erricha là một loài ruồi trong họ Limoniidae. Chúng phân bố ở miền Australasia.